# Адамс, Патрик Джей
Па́трик Джей А́дамс (англ. Patrick J. Adams, род. 27 августа 1981, Торонто) — канадский актёр, наиболее известный благодаря своей роли Майка Росса в телесериале канала USA Network «Форс-мажоры».

## Жизнь и карьера
Адамс родился в Торонто, провинция Онтарио, Канада, но после развода родителей в девятнадцатилетнем возрасте переехал в Лос-Анджелес, где закончил со степенью бакалавра искусств Университет Южной Калифорнии. На большом экране он дебютировал с небольшой роли в фильме 2003 года «Старая закалка», а на телевидении появился в эпизодах таких сериалов как «Джек и Бобби», «Детектив Раш», «Сильное лекарство», «Женщина-президент», «Огни ночной пятницы», «Остаться в живых», «Морская полиция: Спецотдел», «Говорящая с призраками», «Адвокатская практика» и «Милые обманщицы».
Адамс наиболее известен благодаря своей роли Майка Росса в телесериале канала USA Network «Форс-мажоры», в котором снимается с 2011 года. В 2012 году он был номинирован на Премию Гильдии актёров США за лучшую мужскую роль в драматическом сериале за свою работу в шоу. В 2014 году Адамс получил основную мужскую роль в мини-сериале NBC «Ребёнок Розмари».
Адамс играет на гитаре и является заядлым фотографом, у которого более 25 камер. Адамс был удостоен пожизненного звания почетного члена Университетского колледжа Дублинского юридического общества в сентябре 2013 года.

## Личная жизнь
С 2009 года Адамс встречался с актрисой Тройэн Беллисарио, с которой был помолвлен с февраля 2014 года. 10 декабря 2016 года пара поженилась в Калифорнии. 8 октября 2018 года у пары родилась дочь Аврора Адамс. 15 мая 2021 года у пары родилась вторая дочь Эллиот Ровена Адамс.

## Фильмография

### Кино
| Год  | Название на русском                  | Название на английском         | Роль        | Примечания             |
| ---- | ------------------------------------ | ------------------------------ | ----------- | ---------------------- |
| 2003 | Старая закалка                       | Old School                     | Пэтч        |                        |
| 2005 | Роман по переписке                   | Christmas in Boston            | Сэт         |                        |
| 2005 |                                      | Façade                         | Гарри       |                        |
| 2007 | Взлеты и падения: История Дьюи Кокса | Walk Hard: The Dewey Cox Story | Малыш       | Не указан в титрах     |
| 2008 | Ушедшие три дня                      | 3 Days Gone                    | Дуг Корсс   | Direct-to-video        |
| 2008 |                                      | The Butcher’s Daughter         |             | Короткометражный фильм |
| 2008 | Экстремальное кино                   | Extreme Movie                  | Голос       | Direct-to-video        |
| 2009 | Синоптик                             | Weather Girl                   | Байрон      |                        |
| 2009 | Гнев                                 | Rage                           | Дуайт       |                        |
| 2009 |                                      | The Waterhole                  | Миллер      |                        |
| 2009 | Время маски 2:13                     | 2:13                           | Подросток   |                        |
| 2011 |                                      | Dead in the Room               | Роджер      | Короткометражный фильм |
| 2011 | Правило шести месяцев                | 6 Month Rule                   | Джуллиан    |                        |
| 2018 | Клара                                | Clara                          | Айзек Бруно | Фантастика             |

### Телевидение
| Год       | Название на русском        | Название на английском   | Роль                  | Примечания                                                                                                   |
| --------- | -------------------------- | ------------------------ | --------------------- | --- |
| 2004      | Джек и Бобби               | Jack & Bobby             | Мэтт Крамер           | Эпизод: «Lost Boys»                                                                                          |
| 2004      | Детектив Раш               | Cold Case                | Дин Лэнг              | Эпизод: «Red Glare»                                                                                          |
| 2004      | Сильное лекарство          | Strong Medicine          | Брэндон               | Эпизод: «Code»                                                                                               |
| 2005      | Рядом с домом              | Close to Home            | Пол                   | Эпизод: «Under Threat»                                                                                       |
| 2005      | Роман по переписке         | Christmas in Boston      | Сет                   | Телефильм |
| 2006      | Орфей                      | Orpheus                  | Барри                 | Телефильм |
| 2006      | 4исла                      | Numb3rs                  | Адам Беннетт          | Эпизод: «Protest»                                                                                            |
| 2006      | Женщина-президент          | Commander in Chief       | Колин Джеймс          | Эпизод: «Happy Birthday, Madam President» Эпизод: «Unfinished Business»                                      |
| 2006      | Огни ночной пятницы        | Friday Night Lights      | Коннор Хейс           | Эпизод: «Git’er Done»                                                                                        |
| 2007      | Без следа                  | Without a Trace          | Адам Кларк            | Эпизод: «Primed»                                                                                             |
| 2007      | Остаться в живых           | Lost                     | Питер Тэлбот          | Эпизод: «The Man from Tallahassee»                                                                           |
| 2007      | Сердце                     | Heartland                | Генри Гиллиам         | Эпизод: «I Make Myself Into Something New»                                                                   |
| 2008      | Хорошее поведение          | Good Behavior            | Хейден Уэст           | Пилот |
| 2008      | Морская полиция: Спецотдел | NCIS                     | Томми Дойл            | Эпизод: «Murder 2.0»                                                                                         |
| 2009      | Дилерская                  | The Dealership           | Джек Карсон           | Пилот |
| 2009      | Говорящая с призраками     | Ghost Whisperer          | Линус Ван Хорн        | Эпизод: «Ghost Busted»                                                                                       |
| 2009      | Купидон                    | Cupid                    | Джо Адамс             | Эпизод: «Shipping Out»                                                                                       |
| 2009      | Обмани меня                | Lie to Me                | Луи Нимерофф          | Эпизод: «Control Factor» (2x03)                                                                              |
| 2009      | Адвокатская практика       | Raising the Bar          |                       | Эпизод: «Oh, Say Can You Pee»                                                                                |
| 2010      | Вспомни, что будет         | FlashForward             | Эд                    | Эпизод: «Future Shock»                                                                                       |
| 2010      | Милые обманщицы            | Pretty Little Liars      | Харди                 | Эпизод: «Reality Bites Me» (1x05)                                                                            |
| 2011—2018 | Форс-мажоры                | Suits                    | Майк Росс             | Регулярная роль Номинация — Премия Гильдии актёров США за лучшую мужскую роль в драматическом сериале (2012) |
| 2012      | Удача                      | Luck                     | Натан Израил          | 4 эпизода |
| 2014      | Ребёнок Розмари            | Rosemary’s Baby          | Гай Вудхаус           | Мини-сериал                                                                                                  |
| 2014      | Тёмное дитя                | Orphan Black             | Джесси                | Эпизод: «Ipsa Scientia Potestas»                                                                             |
| 2016      | Легенды завтрашнего дня    | DC's Legends of Tomorrow | Рекс Тайлер / Часовой | 2 эпизода: «Legendary» и «The Justice Society of America»                                                    |
| 2020      | Парни что надо             | The Right Stuff (2020)   | John Glenn            | Главная роль                                                                                                 |
| 2023      | План Б                     | Plan B                   | Филлип Гриммер        | Главная роль                                                                                                 |